# Várzea da Serra
Várzea da Serra é uma povoação portuguesa sede da Freguesia de Várzea da Serra do Município de Tarouca, freguesia com 21,19 km² de área e 207 habitantes (censo de 2021), tendo, por isso, uma densidade populacional de 9,8 hab./km².
Situa-se na parte sudoeste do município e faz fronteira com a freguesia de Tarouca, a nordeste e a leste, e com os Municípios de Castro Daire, a sul, e Lamego, a noroeste.
Foi vila e sede de concelho, formado por uma freguesia, até 1834. Tinha, em 1801, 523 habitantes.

## Demografia
A população registada nos censos foi:
| Distribuição da População por Grupos Etários | Distribuição da População por Grupos Etários | Distribuição da População por Grupos Etários | Distribuição da População por Grupos Etários | Distribuição da População por Grupos Etários |
| -------------------------------------------- | -------------------------------------------- | -------------------------------------------- | -------------------------------------------- | -------------------------------------------- |
| Ano                                          | 0-14 Anos                                    | 15-24 Anos                                   | 25-64 Anos                                   | > 65 Anos                                    |
| 2001                                         | 35                                           | 28                                           | 160                                          | 157                                          |
| 2011                                         | 12                                           | 19                                           | 99                                           | 131                                          |
| 2021                                         | 10                                           | 9                                            | 78                                           | 110                                          |

## Património
- Pelourinho de Várzea da Serra